# 羟基脲
羟基脲（INN：hydroxycarbamide，又名hydroxyurea），是一種抗代謝藥物，用於治療鐮刀型紅血球疾病、原發性血小板增多症、慢性髓細胞性白血病、原發性紅血球增多症和子宮頸癌。它在治療鐮刀型紅血球疾病過程中，能增加胎兒血紅蛋白，並減少發作次數。
此藥物經由口服方式給藥。
羥基脲於1967年在美國獲准用於醫療用途。已納入世界衛生組織基本藥物標準清單之中。市面上有其通用名藥物流通。

## 作用机理
羟基脲的其中一种普遍接受的机理是它能够通过清除酪氨酰自由基来抑制核糖核苷酸還原酶，从而阻碍脱氧核糖核苷酸的合成。
在镰刀型细胞贫血症的治疗中，羟基脲能够增加胎兒血紅蛋白的浓度。这点的具体作用机理仍不清楚，但有研究认为羟基脲能够增加一氧化氮的浓度，从而激活鸟苷酸环化酶，进而增加环磷酸鸟苷的浓度，激活胎儿血红蛋白所需的丙种球蛋白的合成，同时清除快速分裂的产生镰刀型血红蛋白的细胞。

## 用途
羟基脲被用于治疗以下疾病：
- 骨髓增生性疾病（主要是真性红细胞增多症和原发性血小板增多症）[9]
- 镰刀型细胞贫血症（能够减少发作时患者的疼痛）[10]
- 艾滋病（用于在抗逆转录病毒疗法辅助去羟肌苷）[11]
- 銀屑病的二线治疗（能够减缓皮肤细胞的快速分裂）[12]
- 肥大细胞增多症[13]
- 慢性粒细胞白血病（基本上被伊马替尼所代替，但仍因其高性价比而被使用）[14]
- 头颈癌（单独给药或与放疗合用）
- 卵巢癌（同上）

除此之外，羟基脲还在生物化学研究上被用作DNA复制抑制剂，因为它能够消耗脱氧核糖核苷酸而引起DNA双链在复制叉附近断裂（见DNA修复）。

## 剂量
剂量因情况而异。在骨髓增生性疾病中，一般来说是每日30mg~40mg/kg；剂量的增加与减少由血细胞计数变化及是否发生骨髓抑制而定。 对于镰刀型细胞贫血症，起始剂量为15mg/kg（肾功能减弱者则酌情减少）；两周之后预期血红蛋白和血小板计数将会减少，而平均紅血球體積会增加。之后的剂量在密切观察全血细胞计数的同时每两周增加一次，直至剂量达到35mg/kg或血球减少发生。

## 副作用
有报导的副作用包括：嗜睡、恶心、呕吐、腹泻、便秘、食欲不振、粘膜炎、胃炎、骨髓抑制（剂量限制性毒性；停药后1~3周可恢复）、脱发、皮肤变化、肝功能异常、肾功能异常（肌酐和尿素氮升高）。
由于羟基脲的骨髓毒性，治疗时必须密切观察全血细胞计数，且应及时应对由于白细胞水平下降而引起的感染。除此之外，肝肾功能、尿酸和电解质也需经常检查。
羟基脲主要用于治疗的骨髓增生性疾病大部分都有转化为急性粒细胞白血病的可能性。长期以来人们一直担心羟基脲本身也会引起白血病，但研究显示这种可能性很小或者基本上不存在。然而，这仍然阻碍了它在镰刀型贫血症上的进一步应用。

## 合成
羟基脲由Dresler和Stein在1869年通过羟胺、盐酸和氰化钾反应合成；目前工业上生产则使用羟胺和氰酸。羟基脲也能由氨基甲酸乙酯与羟胺通过取代反应合成。
由氰酸鈉和羟胺作用合成羟基脲須利用離子交換樹脂。化學式如下：

## 社會與文化
羟基脲已由世界衛生組織（WHO）列入基本藥物標準清單之中。市面上有此藥物的通用名藥物（即學名藥）販售。

### 品牌名稱
市面中流通的品牌名稱有Hydrea, Siklos, Mylocel, Droxia, Xromi。